# Nádasdladány, Fejér
Nádasdladány  este un sat în districtul Polgárd, județul Fejér, Ungaria, având o populație de 1.791 de locuitori (2011). 

## Demografie
Componența etnică a satului Nádasdladány
     Maghiari (98,51%)
     Necunoscut (0,32%)
     Alții (1,16%)
Componența confesională a satului Nádasdladány
     Romano-catolici (38,53%)
     Fără religie (21,11%)
     Reformați (10,94%)
     Necunoscută (28,31%)
     Alte religii (2,29%)
Conform recensământului din 2011, satul Nádasdladány avea 1.791 de locuitori. Din punct de vedere etnic, majoritatea locuitorilor (98,51%) erau maghiari. Apartenența etnică nu este cunoscută în cazul a 0,32% din locuitori. Nu există o religie majoritară, locuitorii fiind romano-catolici (38,53%), persoane fără religie (21,11%) și reformați (10,94%). Pentru 28,31% din locuitori nu este cunoscută apartenența confesională.